# أدب سومري
الأدب السومري هو أقدم الآداب في العالم. أخترع السومريين أول نظام للكتابة، وقد بدؤوها بالتصوير المسمارية، التي تطورت إلى نظام كتابة مقطعي. ظلت اللغة السومرية لغة رسمية وأدبية في الإمبراطورية الأكدية والبابلية، حتى حينما أختفت اللغة عن ألسن ناطقيها؛ وكانت القراءة والكتابة منتشرة، والنصوص السومرية التي قام بنسخها الطلاب كانت متأثرة جدا بالأدب البابلي.
لم يأت الأدب السومري إلينا بشكل مباشر، بل تم أكتشافه من خلال التنقيب الأثري. ومع ذلك، فإن الأكديون والبابليون أقترضوا الكثير من التراث الأدبي السومري، ونشروا تلك التقاليد في الشرق الأوسط، مؤثرة على جميع الآداب التي تلت الأدب السومري في المنطقة، ومنها الكتاب المقدس.

## تاريخه
تعتبر اللغة السومرية فريدة في نوعها لأنّها لا تنتمي إلى أي جذر لغوّي معروف. وهي، مع المصرية، أقدم لغة مكتوبة. بدأ ظهورها برموز للأشياء الدّالّة عليها، ثم تحوّلت مع الزمن إلى الخط المسماري. وشاعت خلال الألفية الثالثة ق.م. كلّها في بلاد ما بين النهرين، ولكنّها ما عتّمت ان تأثّرت بالأحداث التاريخيّة، فققدت الكثير من أهميّتها، وأصبحت لغة الطقّوس الدينيّة، بعد أن تغلّبت عليها اللغة الأكدية السامية. ومع ذلك هناك منها نصوص ترقى إلى ما بعد ظهور المسيحيّة. وتزامنت اللُّغتان، وتجاورتا عقودًا كثيرة، وظهرت آثار مكتوبة في كلّ منها. ومن ذلك ملحمة جلجامش التي صُنِّفت أصلًا بالسّومريّة ووصلت بالأكدية.
وضع السّومريّون نصوصًا أسطوريّة وملحميّة كثيرة، تتناول قضايا الخَلق، وظهور العالم، والآلهة، وأوصاف الجَنّة، وسِيَر الأبطال في الحروب النّاشبة بين البدو والحَضَر، كما تعنى بالتّعاليم الدّينيّة، والنصائح الخلقية، والتنجيم، والتشريع، والتاريخ. وفي هذا الخط ذاته سار الأدب الأكّدي أيضًا بحيث تلاقت اللُّغتان، واشتركا أحيانًا في الموضوع نفسه.

## الأعمال الأدبية
أعمال مهمة كثيرة منها:
- أوتنبشتيم، أو أسطورة الخلق والطوفان (ترجمة)
- ثلاث سلاسل ملحمية:

- أسطورتان لإنمركر:

- إنمركر وملك أرتا (ترجمة)
- إنمركر وإنسهگيرانا (ترجمة)

- قصتان عن لوگالبندا في فترة غزو إنمركر لأرتا:

- لوگالبندا في كهف الجبل (ترجمة)
- لوگالبندا وطائر أنزود (ترجمة)

- خمس قصص في سلسلة گلگامش:

- گلگامش وهواوا (النسخة أ, النسخة ب)
- گلگامش والثور المقدس (ترجمة)
- گلگامش وأگا (ترجمة)
- گلگامش، وأنكيدو، والعالم السفلي. (ترجمة)
- موت گلگامش (ترجمة)

- مرثاة أور (ترجمة)

## الشعر السومري
وضح الكاتب صموئيل كريمر في كتابه «ألواح سومر» اهتمام الملوك اهتماماً استثنائياً بالشعراء، وذلك لأن مواضيع القصائد تشيد بأعمال الملوك وأمجادهم، وقد حظي ملوك سومر بشهرة واسعة جراء مدح الشعراء لهم. وكانت القصائد تلحن باستخدام آلات موسيقية منها «القيثارة»، والغرض من تلحينها وغنائها بشكل متكرر هو غرس الرسالة الشعرية في ذاكرة المجتمع السومري في جانبها الأخلاقي والاجتماعي والوطني، كما أن فن الشعر أدى إلى اهتمام ملوك سومر بفئة المغنين، فارتفع شأنهم في المجتمع، لغنائهم القصائد بأصوات ندية تلامس قلوب العامة، حيث كانوا يغنون القصائد الشعرية في الاحتفالات والمناسبات العامة والملكية.
وكان شعراء الغزل السومريون يميلون إلى استخدام لغة بسيطة بعيدة عن التعقيد، مثال ذلك قصيدة «غزل في الملك»، وهي من النماذج المكتشفة ذات التراكيب اللغوية البسيطة (بالعامية) ويقول كريمر في «ألواح سومر»: وجدت قصيدة «غزل في حب الملك» في متحف إسطنبول بتركيا، وترجع تاريخياً إلى الحضارة السومرية، وقصيدة الحب «العروس المختارة للملك»، وهي من القصائد المغناة، وغنيت في الاحتفال الملكي عند عقد القران الذي عرف ب«بالزواج المقدس» بين الملك والملكة، وتحمل عبارات الغزل في حب الملك ومطلعها يقول:
"أيها العريس الحبيب إلى قلبي،
جمالك باهر، حلو، كالشهد،
أيها الأسد الحبيب إلى قلبي،
جمالك باهر، حلو كالشهد»
كما عثر على ألواح سومر ضمن قصائد الفخر «الحب الوطن» وهو النشيد الوطني السومري، بلغة بسيطة تبتعد عن التعقيدات اللغوية:
«يا سومر أيها البلد العظيم
يا أعظم بلد في العالم
لقد غمرتك الأضواء المستديمة
والناس من مشرق الأرض ومغربها
هم طوع شرائعك المقدسة
إن شرائعك سامية وقلبك عميق".
وقدم الباحثون في مجال الحضارات نصوصاً من شعرالحب السومري في قصة الغرام بين تموز وعشتار،.فقد عثر في ألواح متفرقة من العراق مجموعات كبيرة من أبيات الشعر السومري الغرامي بين الألهين نشرت في مؤلفات صموئيل نوح كريمرالباحث في السومريات نقلها الاستاذ طه باقر..وكانت تلك الأبيات على شكل حوارات غرامية جميلة تضمنت تفاخراً بالأنساب فيما بينهما مما سهل أمر لقاءهما والوصال المقدس بينهما.
وتميز شعر الحب بينهما بالإفصاح عن آليات الاتصال الجنسي بطريقة غاية في الجمال والوصف، لم يبغوا من وراءها الإباحية والخلاعة بقدر ما يقصدون التقديس لطقس سمي بـ (الزواج المقدس) وهي مراسيم بقيت لدى العراقيين تشكل قيمة لها معاييرها الدينية والاجتماعية والسياسية لاسيما فيما يخص تنصيب الملوك وتأليههم.
وتشير دراسات الباحثين إلى أن أغلب القصائد الشعرية جاءت على لسان الألهة أنانا عشتار التي أظهرت هيامها وافتتانها بحبيبها ديموزي تموز رغم ما اتصفت به من غدر وخيانة. وهذه مجموعة من أبيات قصيدة سومرية جاءت على لسان عشتار توحي بمشاعر الحب واللقاء مع مسحة من براءة حب اصطنعتها عشتار اللعوب الداهية كما وصفها ديموزي:
بينما كنت بالأمس، أنا ملكة السماء، أزهو وأتألق
حين كنت أتلألأ وأمرح وحدي
حين كنت أغني مع شروق نور الشفق
ألتقى بيدي (اوشم ـ كال ــ انا) (وهو أحد القاب تموز) وعانقني
وحاولت أنانا أن تفلت منه إذ خاطبته
ما هذا أيها الثور الوحشي
علي ان أعود إلى البيت فخل سبيلي ما ذا عسى أن أقول لأمي
بأي عذر سأتذرع إلى أمي ننكال
فأجابها تموز
يا انانا يا أدهى النساء سأعلمك ما تقولين
قولي لها:
اصطحببتني إحدى صويحباتي إلى ميدان المدينة العام
فلهونا بالألحان والرقص، وغنت لي أغنية عذبة
ففاتني الوقت وأنا في غمرة فرحي وحبوري.   
وهناك قصيدة سومرية تتألف من 48 بيتاً نظمت على هيئة حوار بين عشتار وتموز تجسدت فيها معاني العشق الأسطوري الجميل المشوب بالهواجس الجنسية المقدسة.

## وصلات خارجية
- نصوص إلكترونية عن الأدب السومري
- كتالوج النصوص الإلكترونية للأعمال الأدبية السومرية